# Если нам позволят
«Если нам позволят» (исп. Si nos dejan) — мексиканская теленовелла, созданная компанией W Studios для компании Televisa. Сериал основан на колумбийской теленовелле 1993 года «Сеньора Изабель», созданной создателями Бернардо Ромеро Перейро и Моникой Агудело. В главных ролях Майрин Вильянуэва, Маркус Орнеллас, Алексис Айала, Скарлет Грубер, Изабель Берр и Алекс Переа. Впервые он транслировался в США на канале Univision с 1 июня по 11 октября 2021 года, а также транслировался в Мексике на канале Las Estrellas с 1 ноября 2021 года по 20 февраля 2022 года.

## Сюжет
У Алисии Монтиэль идеальная семья, она замужем за Серхио Каррансой, одним из самых уважаемых и признанных журналистов Мексики. У них трое детей, они являются иконами и синонимом идеальной семьи в обществе. Мир Алисии рушится, когда она обнаруживает, что Серджио последние 3 года изменял ей с соведущей его телешоу Хульеттой Луго. Алисия набирается смелости, чтобы развестись с ним, и ей придется столкнуться со всеми проблемами, которые принесет ее новая жизнь, включая влюблённость в мужчину, который намного моложе ее, Мартина Герра, который также является журналистом и был профессиональным соперником Серхио. . Алисия поддастся новой любви, бросит вызов тому, кто осмелится задать ей вопросы, и на свободе подарит шанс на истинное счастье.

## В ролях

### Основной состав
- Майрин Вильянуэва — Алисия Монтьель де Карранса[9]
- Маркус Орнеллас — Мартин Герра[10]
- Алексис Айала — Серхио Карранса[11]
- Скарлет Грубер — Хульета Луго[12]
- Изабель Берр — Юридия «Юрий» Карранса[13]
- Алекс Переа — Хосе Рафаэль Фуэнте «Чоло»[14]
- Лорена Граневич — Карина Гомес[14]
- Карлос Саид — Гонсало Карранса[14]
- Исидора Вивес — Миранда Карранса[15]
- Моника Санчес Наварро — Яя
- Виктор Чивейра — Анхель «Диабло» Рентерия
- Хорхе Гальегос — Моисес Сапата
- Генри Закка — Фабиан
- Габриэла Каррильо — Карлота Вегас
- Ара Салдивар — Селия «Чела» Ортега
- Солкин Руз — Лукас Бехарано
- Амайрани — Маруха
- Пако Луна — Диего «Кулебра»
- Рамиро Томасини — Гутьеррес
- Натассия Вилласана — Марсела Крус
- София Ривера Торрес — Мэйбл Рэнджел
- Элисса Мари Сото Базан — София Герра[16]
- Роберто Матеос — Факундо Герра
- Моника Дионн — Ребекка
- Маурисио Пиментель — Альберто Мухика
- Габриэла Спаник — Федора Монтелонго[17]
- Сусана Досамантес — Ева де Монтьель[18]

### Постоянные и приглашенные звезды
- Хосе Мария Галеано — Самуэль
- Пейки Васкес — Эль Торо
- Херардо Мургиа — Хулио Тамайо
- Паола Тойос — Пруденсия
- Хуан Пабло Хиль — Франциско
- Карла Гайтан — Луна Круз[19]
- Клаудия Зепеда — Лорена
- Николь Куриэль — Николь
- Ана Селеста Монтальво — Ариана Михарес
- Марсело Буке — Кихада
- Игнасио Ортис-младший — Сусо
- Аранча дель Торо — Ладире
- Мануэль Ригеза — Симон Герра Вегас
- Мануэль Кастильо — Кике Крус
- Соня Смит

## Производство
Теленовелла была представлена во время аванса Univision телевизионного сезона 2020–2021 годов. 2 февраля 2021 года Майрин Вильянуэва, Маркус Орнеллас и Эдуардо Яньес были объявлены на главные роли. Однако 12 февраля 2021 года было объявлено, что из-за проблем со здоровьем Эдуардо Яньес больше не будет сниматься в сериале и что его заменой станет Алексис Айала. Съемки сериала начались 16 февраля 2021 года, когда объявлен остальной актерский состав.

## Рейтинги

### США
| Сезон | Временной интервал (CT)   | Эпизоды | Премьера    | Премьера           | Финал           | Финал              |
| Сезон | Временной интервал (CT)   | Эпизоды | Дата        | Зрители (миллионы) | Дата            | Зрители (миллионы) |
| ----- | ------------------------- | ------- | ----------- | ------------------ | --------------- | ------------------ |
| 1     | понедельник-пятница 20:00 | 83      | 1 июня 2021 | 1.62               | 11 октября 2021 | 2.12               |

### Мексика
| Сезон | Временной интервал (CT)   | Эпизоды | Премьера      | Премьера           | Финал           | Финал              |
| Сезон | Временной интервал (CT)   | Эпизоды | Дата          | Зрители (миллионы) | Дата            | Зрители (миллионы) |
| ----- | ------------------------- | ------- | ------------- | ------------------ | --------------- | ------------------ |
| 1     | понедельник-пятница 20:30 | 77      | 7 ноября 2021 | 3.4                | 20 февраля 2022 | 4.5                |

## Эпизоды
| №  | Название                          | Дата премьеры    | Зрители США (млн) |
| -- | --------------------------------- | ---------------- | ----------------- |
| 1  | «Una vida que cambia»             | 1 июня 2021      | 1.62              |
| 2  | «Matrimonio destruido»            | 2 июня 2021      | 1.69              |
| 3  | «El mejor periodista»             | 4 июня 2021      | 1.42              |
| 4  | «Amor ficticio»                   | 7 июня 2021      | 1.48              |
| 5  | «Desesperación»                   | 8 июня 2021      | 1.51              |
| 6  | «Amor a distancia»                | 9 июня 2021      | 1.46              |
| 7  | «Sueños rotos»                    | 10 июня 2021     | 1.47              |
| 8  | «Un regalo muy especial»          | 11 июня 2021     | 1.32              |
| 9  | «Del trabajo a la cama»           | 14 июня 2021     | 1.70              |
| 10 | «Falso arrepentimiento»           | 15 июня 2021     | 1.54              |
| 11 | «Importante comunicado»           | 16 июня 2021     | 1.56              |
| 12 | «Enfrentamientos»                 | 17 июня 2021     | 1.67              |
| 13 | «Fuertes decisiones»              | 21 июня 2021     | 1.70              |
| 14 | «Deshonra»                        | 22 июня 2021     | 1.56              |
| 15 | «Falso amor»                      | 23 июня 2021     | 1.50              |
| 16 | «Descuidos»                       | 25 июня 2021     | 1.26              |
| 17 | «Nuevos problemas»                | 28 июня 2021     | 1.61              |
| 18 | «Mentiras piadosas»               | 29 июня 2021     | 1.52              |
| 19 | «Despido injustificado»           | 30 июня 2021     | 1.48              |
| 20 | «Malas decisiones»                | 1 июля 2021      | 1.51              |
| 21 | «Amor no correspondido»           | 2 июля 2021      | 1.43              |
| 22 | «Plan de venganza»                | 5 июля 2021      | 1.33              |
| 23 | «Fuertes traiciones»              | 7 июля 2021      | 1.67              |
| 24 | «Fuertes amenazas»                | 8 июля 2021      | 1.61              |
| 25 | «Nuevas oportunidades»            | 9 июля 2021      | 1.45              |
| 26 | «Un nuevo romance»                | 12 июля 2021     | 1.56              |
| 27 | «Fuera de casa»                   | 13 июля 2021     | 1.61              |
| 28 | «Compromisos»                     | 15 июля 2021     | 1.54              |
| 29 | «Formas de amar»                  | 16 июля 2021     | 1.33              |
| 30 | «Sospechas de amor»               | 19 июля 2021     | 1.76              |
| 31 | «Exigencias»                      | 20 июля 2021     | 1.70              |
| 32 | «Enfrentamientos»                 | 21 июля 2021     | 1.43              |
| 33 | «Sospechas de amor»               | 23 июля 2021     | 1.37              |
| 34 | «Amenazas»                        | 26 июля 2021     | 1.62              |
| 35 | «Plan de escape»                  | 27 июля 2021     | 1.53              |
| 36 | «Fugitivo»                        | 28 июля 2021     | 1.60              |
| 37 | «Humillaciones»                   | 30 июля 2021     | 1.50              |
| 38 | «Decepciones»                     | 2 августа 2021   | 1.60              |
| 39 | «Amor prohibido»                  | 3 августа 2021   | 1.60              |
| 40 | «Mala presentación»               | 4 августа 2021   | 1.52              |
| 41 | «Amor conflictivo»                | 5 августа 2021   | 1.52              |
| 42 | «Injusticias»                     | 6 августа 2021   | 1.47              |
| 43 | «Ayuda necesaria»                 | 9 августа 2021   | 1.68              |
| 44 | «Falsos amores»                   | 10 августа 2021  | 1.42              |
| 45 | «Relación terminada»              | 11 августа 2021  | 1.50              |
| 46 | «Un nuevo show»                   | 12 августа 2021  | 1.45              |
| 47 | «Falsas acusaciones»              | 13 августа 2021  | 1.31              |
| 48 | «Lucha de amor»                   | 16 августа 2021  | 1.64              |
| 49 | «Nuevos caminos»                  | 17 августа 2021  | 1.64              |
| 50 | «Sospechas de amor»               | 19 августа 2021  | 1.73              |
| 51 | «Disparo accidental»              | 20 августа 2021  | 1.29              |
| 52 | «Reencuentro de amor»             | 23 августа 2021  | 1.73              |
| 53 | «Noticia no autorizada»           | 24 августа 2021  | 1.61              |
| 54 | «Fuerte traición»                 | 26 августа 2021  | 1.65              |
| 55 | «Amor desenfrenado»               | 27 августа 2021  | 1.44              |
| 56 | «Problemas interminables»         | 30 августа 2021  | 1.70              |
| 57 | «Venganza»                        | 31 августа 2021  | 1.86              |
| 58 | «Cinismo»                         | 1 сентября 2021  | 1.75              |
| 59 | «Suplicas»                        | 3 сентября 2021  | 1.61              |
| 60 | «Amor imposible»                  | 6 сентября 2021  | 1.63              |
| 61 | «Incómodos momentos»              | 7 сентября 2021  | 1.70              |
| 62 | «Falsas declaraciones»            | 8 сентября 2021  | 1.76              |
| 63 | «Injusticias»                     | 9 сентября 2021  | 1.65              |
| 64 | «Culpable o inocente»             | 10 сентября 2021 | 1.55              |
| 65 | «Sin salida»                      | 13 сентября 2021 | 1.82              |
| 66 | «Malas compañías»                 | 14 сентября 2021 | 1.62              |
| 67 | «Justicia»                        | 15 сентября 2021 | 1.69              |
| 68 | «Nueva campaña»                   | 16 сентября 2021 | 1.76              |
| 69 | «Amistad destruída»               | 17 сентября 2021 | 1.57              |
| 70 | «Humillaciones»                   | 20 сентября 2021 | 1.87              |
| 71 | «Nuevos enemigos»                 | 21 сентября 2021 | 1.70              |
| 72 | «Fiesta de cumpleaños arruinada»  | 22 сентября 2021 | 1.82              |
| 73 | «Fuertes declaraciones»           | 23 сентября 2021 | 1.81              |
| 74 | «Inesperada noticia»              | 24 сентября 2021 | 1.77              |
| 75 | «Falso delito»                    | 27 сентября 2021 | 1.91              |
| 76 | «Prisionero de amor»              | 28 сентября 2021 | 1.87              |
| 77 | «Una nueva oportunidad para amar» | 30 сентября 2021 | 1.77              |
| 78 | «Fuerte confesión»                | 1 октября 2021   | 1.87              |
| 79 | «En busca de la verdad»           | 4 октября 2021   | 1.72              |
| 80 | «Venganza de amor»                | 5 октября 2021   | 1.74              |
| 81 | «Secuestro»                       | 6 октября 2021   | 1.83              |
| 82 | «Amenazas imperdonables»          | 8 октября 2021   | 1.81              |
| 83 | «Sueños cumplidos»                | 11 октября 2021  | 2.12              |

## Награды и номинации
| Год  | Премия       | Категория                                                | Номинированная работа | Результат | Ссылка          |
| ---- | ------------ | -------------------------------------------------------- | --------------------- | --------- | --------------- |
| 2022 | Produ Awards | Лучшая короткометражная теленовелла                      | Если нам позволят     | Номинация | [ 111 ] [ 112 ] |
| 2022 | Produ Awards | Лучший актер второго плана (суперсериал или теленовелла) | Роберто Матеос        | Номинация | [ 111 ] [ 112 ] |